# ساختمان کوربین
ساختمان کوربین (انگلیسی: Corbin Building) یا ۱۹۲ برادوی و ۱۳ خیابان جان یک ساختمان اداری تاریخی در خیابان برادوی، منهتن، نیویورک است.
این ساختمان که در سال ۱۸۸۸ شروع به ساخت و در سال ۱۸۸۹ افتتاح شده‌است دارای ۸ طبقه و ۴۱ متر ارتفاع می‌باشد.

## نگارخانه

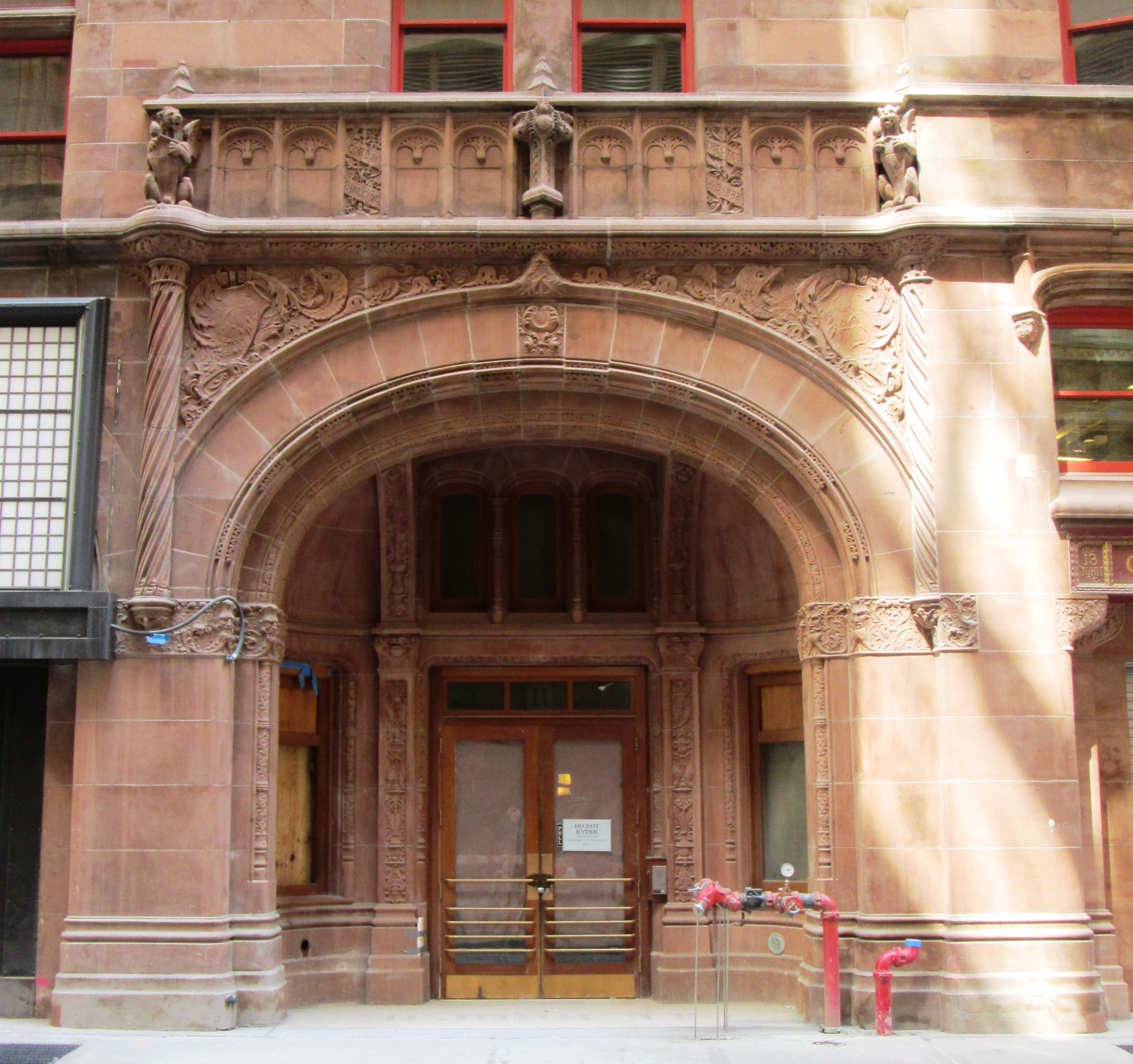
ورودی ساختمان
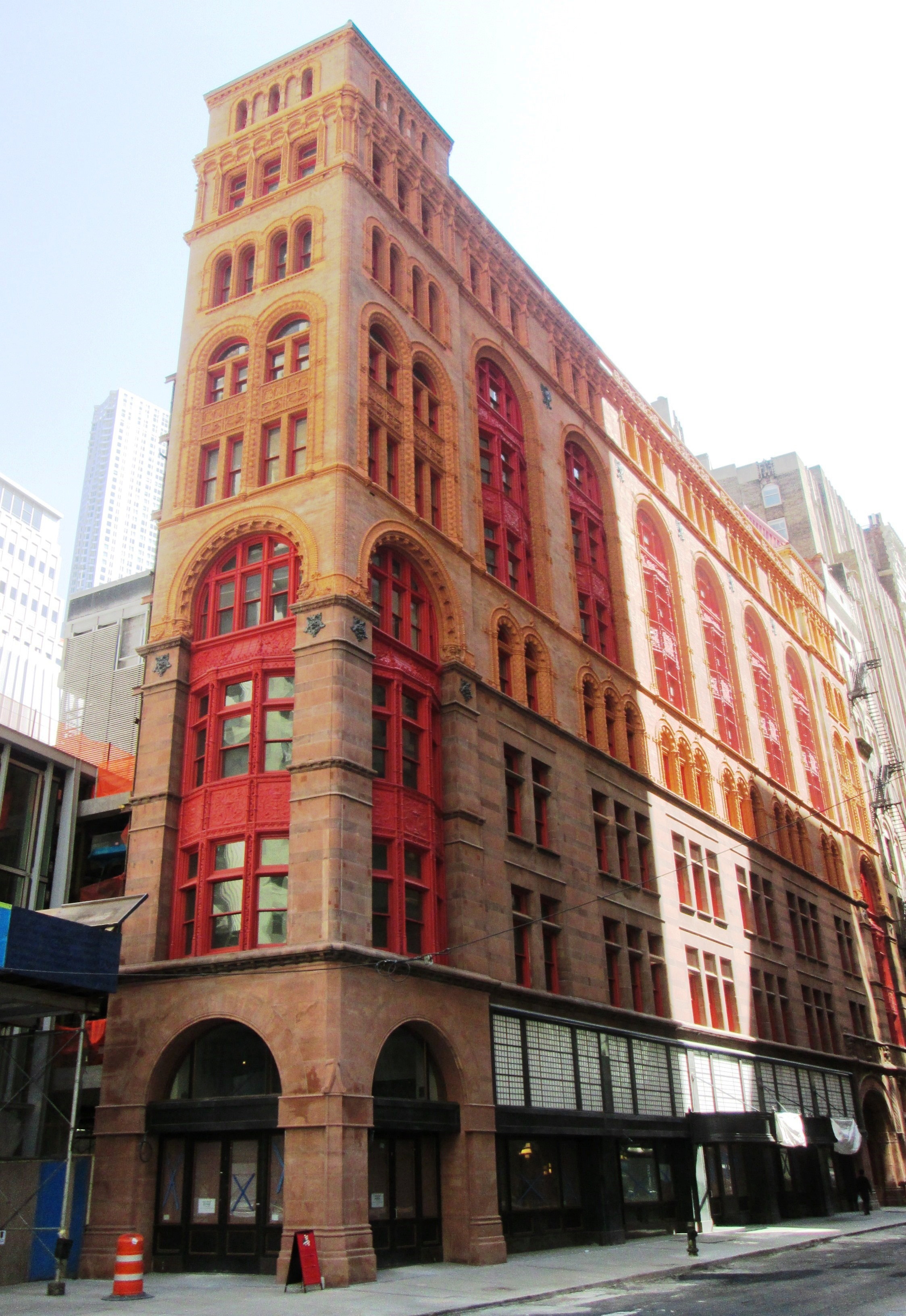
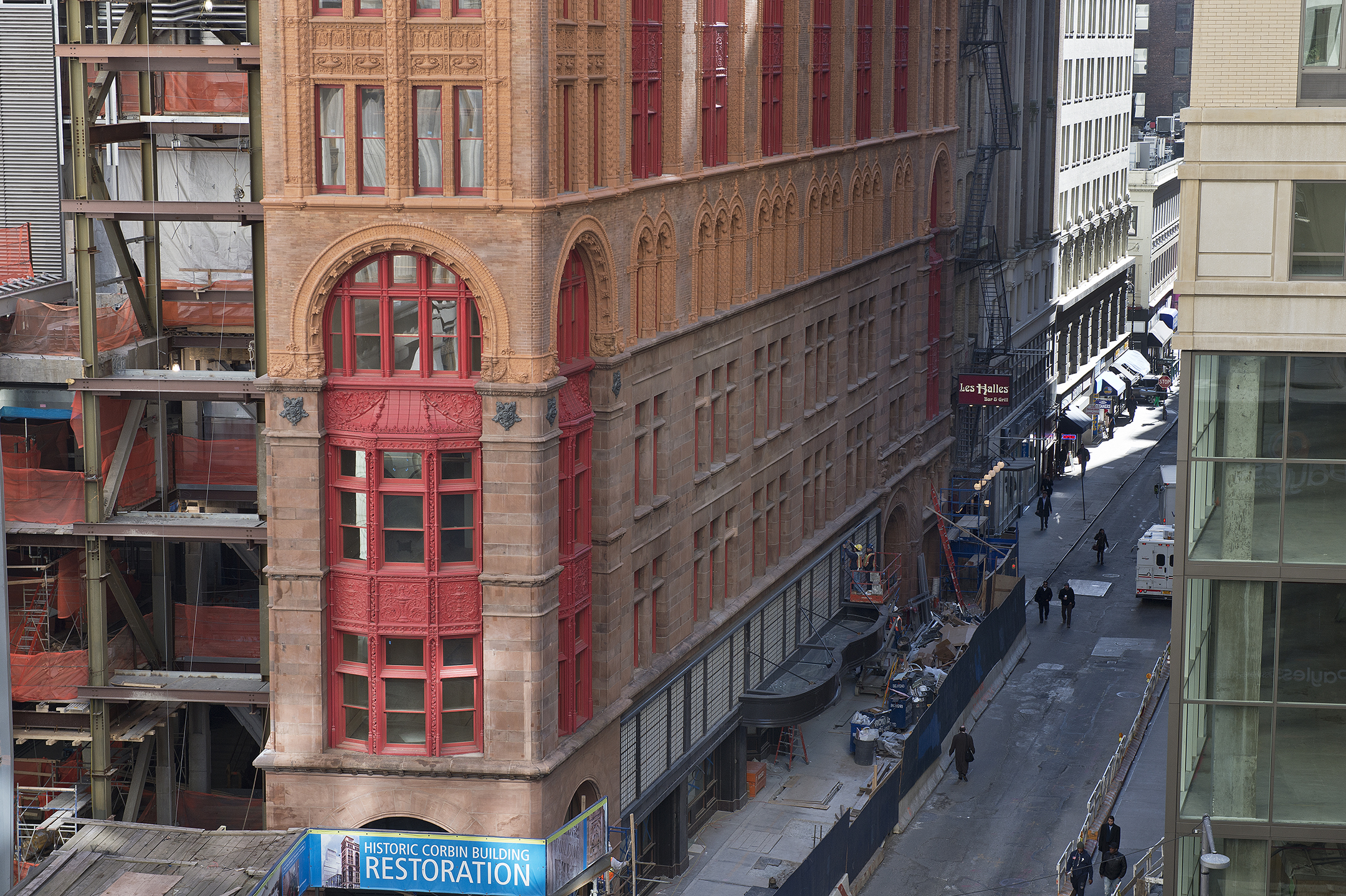
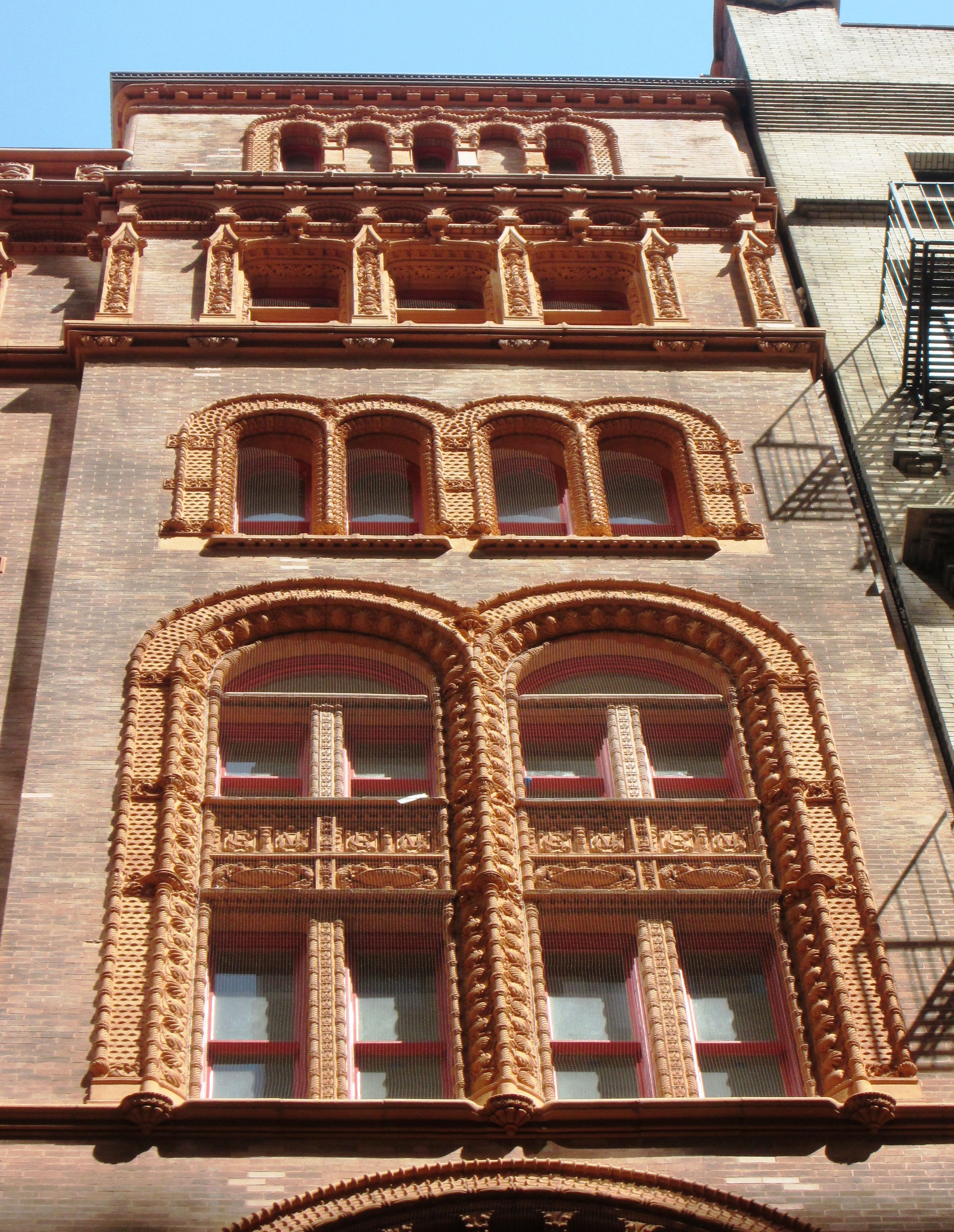
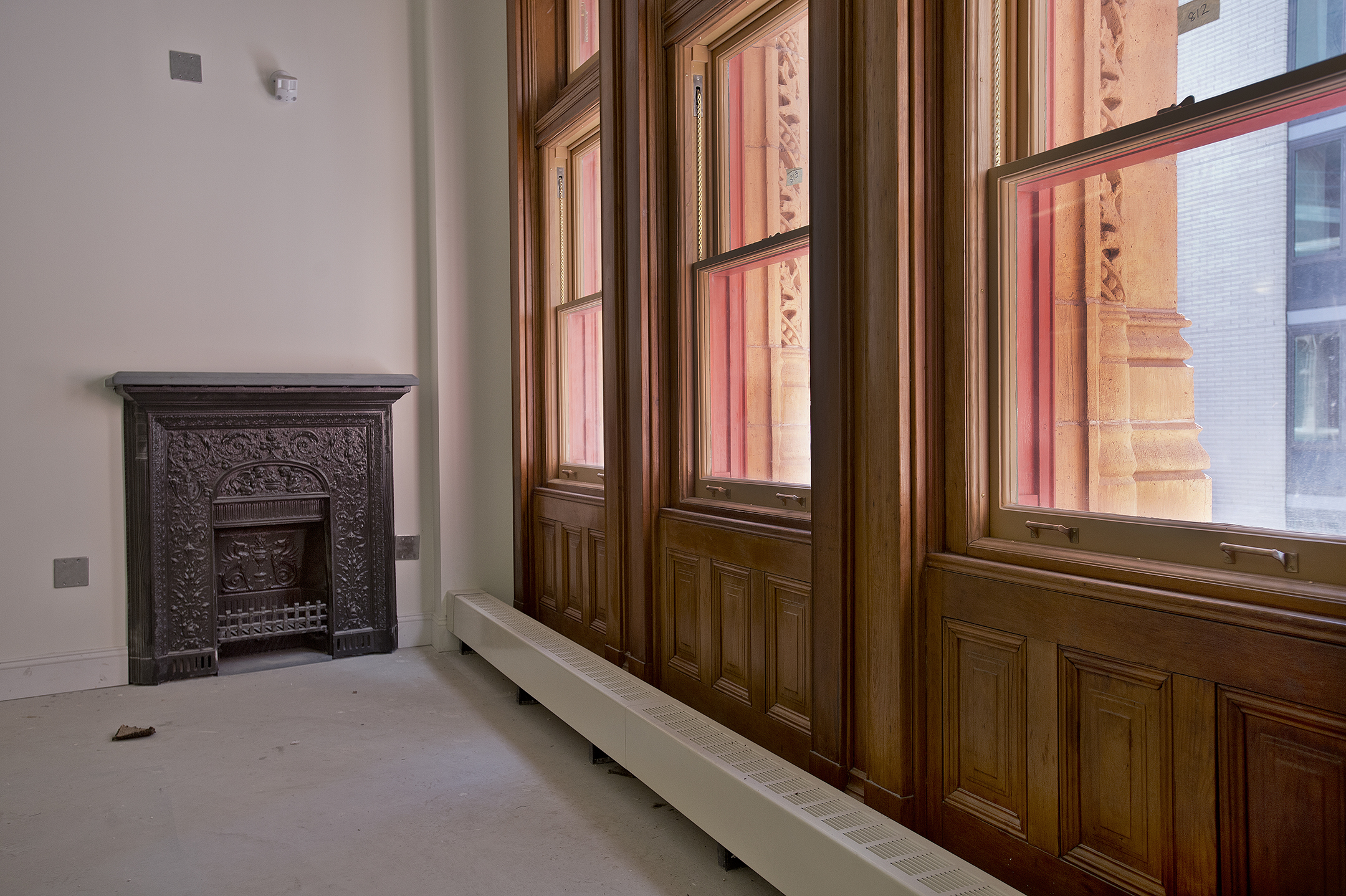
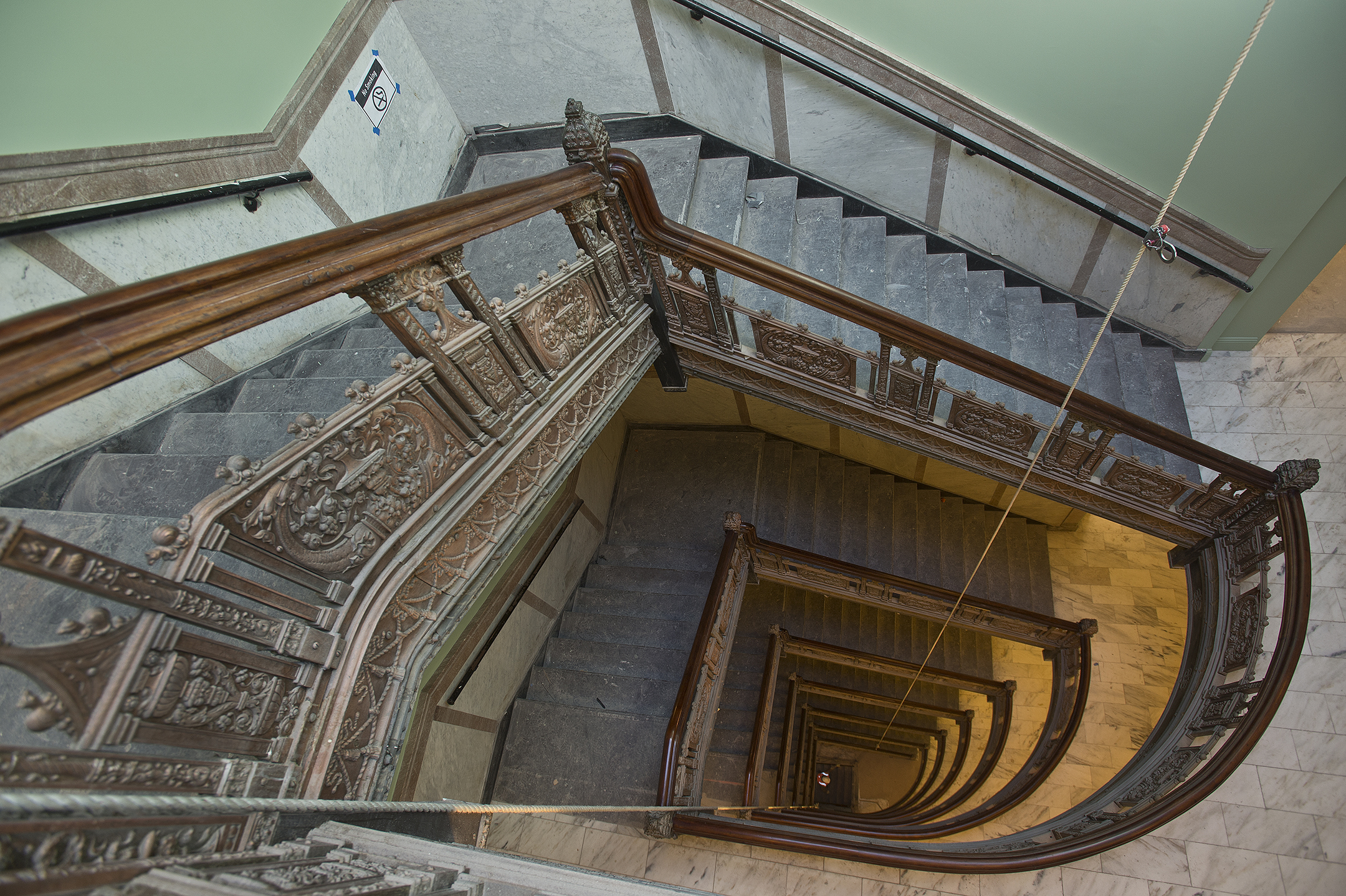
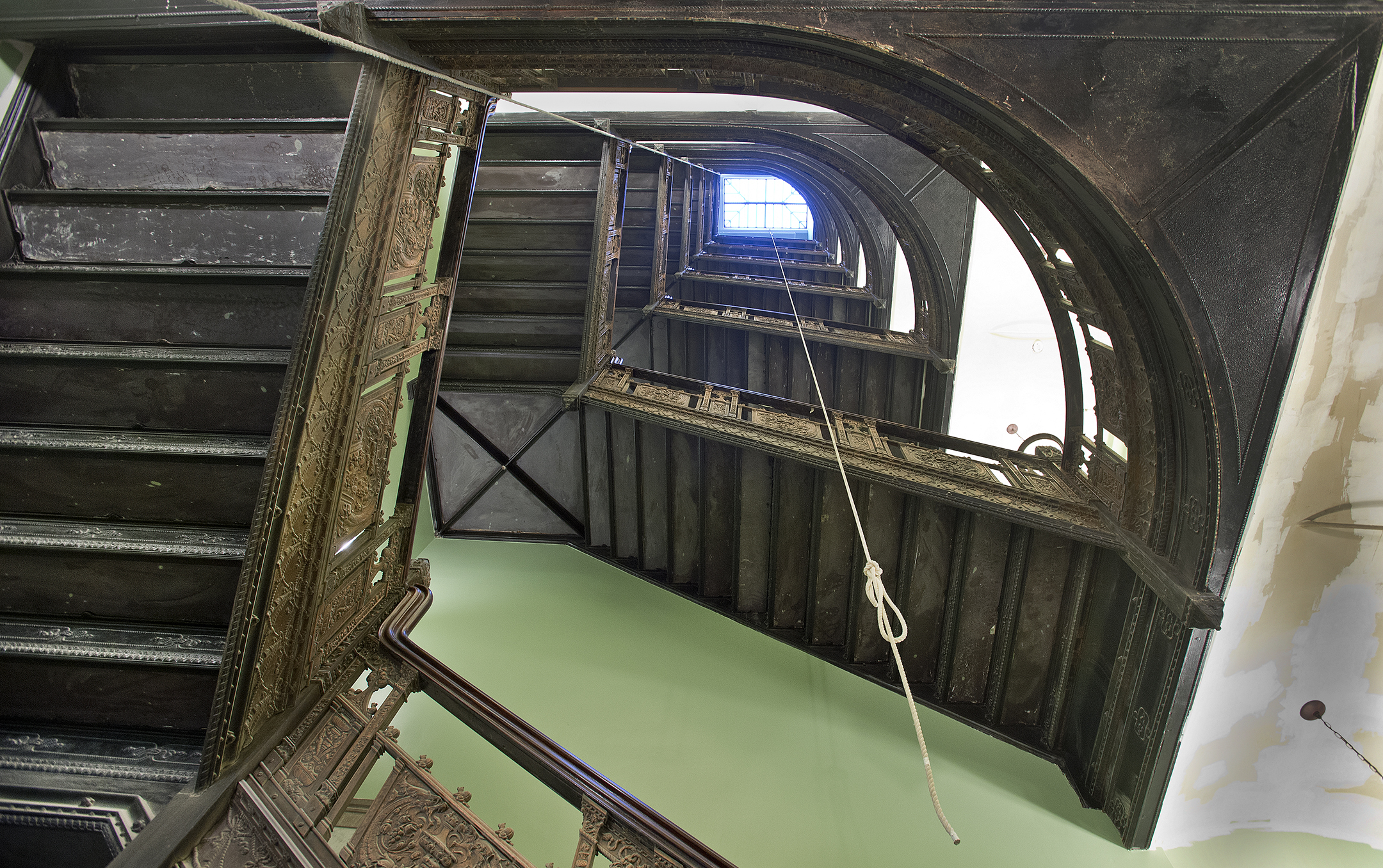